# チェンバロ (バンド)
チェンバロ（独: Cembalo）は、日本のロックバンド。1997年12月に結成され、2000年にポリドール・レコード傘下のレーベルLET IT RECORDからメジャーデビュー。2002年7月に解散。

## メンバー
- 矢吹孝之（ボーカル）

解散後はバンド『パスファインダー』を結成し、2006年よりソロアーティストとして活動を開始する。
- 青田拓（ギター）

YKZの元メンバー
- 平尾雄祐（ドラム）
- 牧野賢司（ベース）

## 略歴
1997年12月、矢吹孝之、青田拓、平尾雄祐によって「日本語でシンプルかつソウルフルなロック」をコンセプトに結成。1998年7月、渋谷サイクロンにて初ライヴを行う。以降、下北沢シェルター、恵比寿ミルク等の東京のライブハウスを中心に活動を行なう。1999年7月、ミニ・アルバム『CLIMB HIGH』をSLAM RECORDより発売。
2000年、ポリドール・レコードと契約し、同年9月6日にミニ・アルバム『空の色』をポリドール傘下のレーベル「Let it Record」より発売しメジャーデビュー。ザ・クラッシュ、キース・リチャーズ、プリンスらを手がけたジョー・ブレイニーがプロデュースを務める。『空の色』発売に合わせて、全国ツアー「Whistle Blower Tour」を開催。11月にはツアーにサポート・メンバーとして参加していた牧野賢司が加入。
2001年7月11日、スタジオ・アルバム『Grassroots』を発売。同年のSETSTOCK、ROCK IN JAPAN FESTIVALに出演。
2002年2月8日、ライブイベント「JAPAN CIRCUIT」に出演。同年6月21日、2作目のミニ・アルバム『ORGANIC COLORS』を発売。桜井秀俊がプロデュースを務める。同年7月20日、音楽の方向性の相違などを理由に解散を発表。同年8月に出演が決まっていたROCK IN JAPAN FESTIVALなどのイベントには予定通り出演し、9月22日にLIQUIDROOMでラストライブを行った。

## ディスコグラフィ

### シングル
- この道をゆけ（2001年2月21日、LET IT RECORD）

1. この道をゆけ
2. LOWRIDER
3. 風に向かって

- 波の花（2001年5月16日、LET IT RECORD）

1. 波の花
2. 輝く星のように
3. OVER DRIVE

### スタジオ・アルバム
- Grassroots（2001年7月11日、LET IT RECORD）

1. SQUEEZE
2. LOWRIDER
3. THE LIGHT
4. この道をゆけ
5. 空の色
6. SUGAR COATING
7. あの頃のままで
8. Wurlitzer (Instrumental)
9. MOUTHPIECE
10. STATEMENT SONG
11. SUPER DAD
12. 力あるかぎり
13. 波の花
14. 陽はまたのぼる

### ミニ・アルバム
- climb-high（1999年7月25日、SLAM RECORD）

1. HEAVEN
2. 愛する人へ
3. NEW FREEDOM
4. またあした
5. マウスピース
6. 波の花
7. またあした(RE-MIX)

- 空の色（2000年9月6日、LET IT RECORD）

1. 空の色
2. 力あるかぎり
3. Flower
4. 月には星空
5. My Soul

- ORGANIC COLORS（2002年6月21日、ユニバーサルJ）

1. HIGHER BACK GROUND
2. SUPER ABLE
3. THINK
4. PAIN
5. freebird
6. 晴れてる午後に

### コンピレーション・アルバム
- V.A. - 『IBUKI-春の息吹 HARU NO IBUKI-』（2012年2月22日、USMTVM）

「空の色」を収録

## 出演

### テレビ
- FACTORY[6]（2001年、フジテレビ721）

### ラジオ
- FM ROCK KIDS（2000年10月 - 12月、AIR-G'）